# Nivala
Nivala es una ciudad y municipio de Finlandia, situada en la región de Ostrobotnia del Norte. Tiene una población de 11.053 habitantes y un área de 536,87 km². La ciudad se fundó en 1867 y adquirió
los derechos de ciudad en 1992. En Nivala está el museo del presidente de Finlandia, Kyösti Kallio y de su hijo Kalervo Kallio.
- Datos: Q985458
- Multimedia: Nivala / Q985458